# Johann Gottlieb Friedrich von Bohnenberger
Johann Gottlieb Friedrich von Bohnenberger (15 de junio de 1765 - 19 de abril de 1831) fue un astrónomo alemán, entre cuyas principales contribuciones figura el descubrimiento del efecto giroscópico en 1817.

## Biografía
Bohnenberger era el hijo del pastor luterano y constructor de máquinas Gottlieb Christoph Bohnenberger. Padre e hijo son inventores de dos dispositivos completamente diferentes (un generador electrostático, el padre y un giroscopio, el hijo), aunque ambos son conocidos en Alemania como Bohnenberger Machine (Máquina de Bohnenberger).
Desde 1789 estudió para vicario en Tubinga, aunque pronto descubrió su pasión por la ciencia, construyendo en el taller de su padre un cuadrante de madera con el que determinó aproximadamente la ubicación geográfica de la localidad de Altburg. Cuando pudo disponer de un sextante capaz de realizar mediciones fiables, obtuvo el material necesario para su publicación en 1795 de una Guía de geolocalización principalmente por medio del sextante, haciéndose conocido rápidamente.

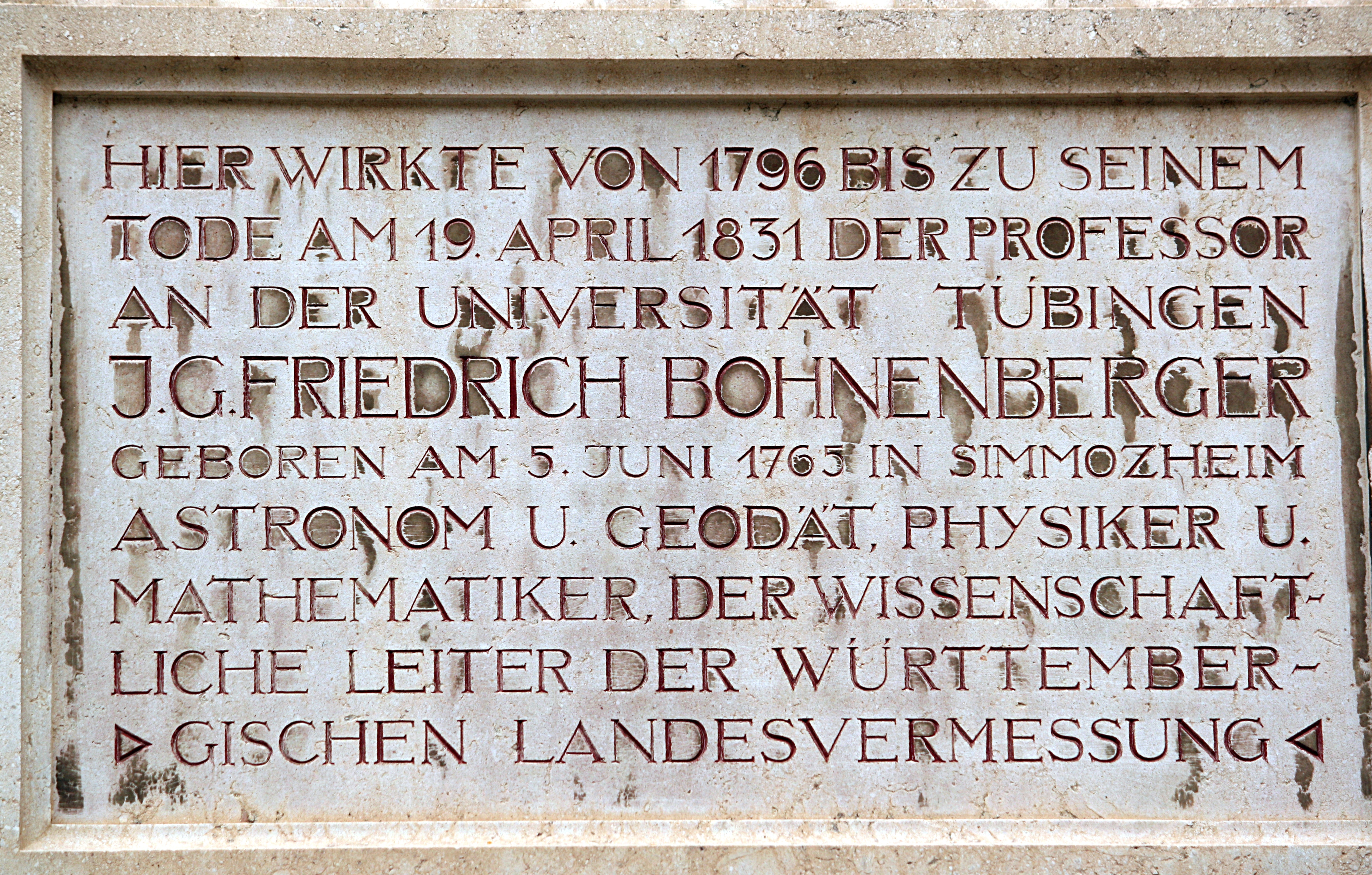
Placa conmemorativa de Bohnenberger en el patio del palacio de Hohentübingen

Emprendió su formación en astronomía con Franz Xaver von Zach en el Observatorio de Gotha. En 1796 recibió el nombramiento como adjunto en el Observatorio de Tubinga y en 1803 fue nombrado profesor titular de matemáticas en Tubinga.
En 1809, se hizo miembro de la Academia de Ciencias de Baviera y en 1826, miembro correspondiente de la Academia Prusiana de las Ciencias.
Bohnenberger murió el 19 de abril de 1831 en Tubinga, después de 33 años como profesor. Su sucesor fue el físico Johann Gottlieb Nörremberg.
Los últimos restos del antiguo observatorio de Tubinga fueron derribados en 1955, colocándose un tejado cónico sobre la torre de observación.

## Realizaciones

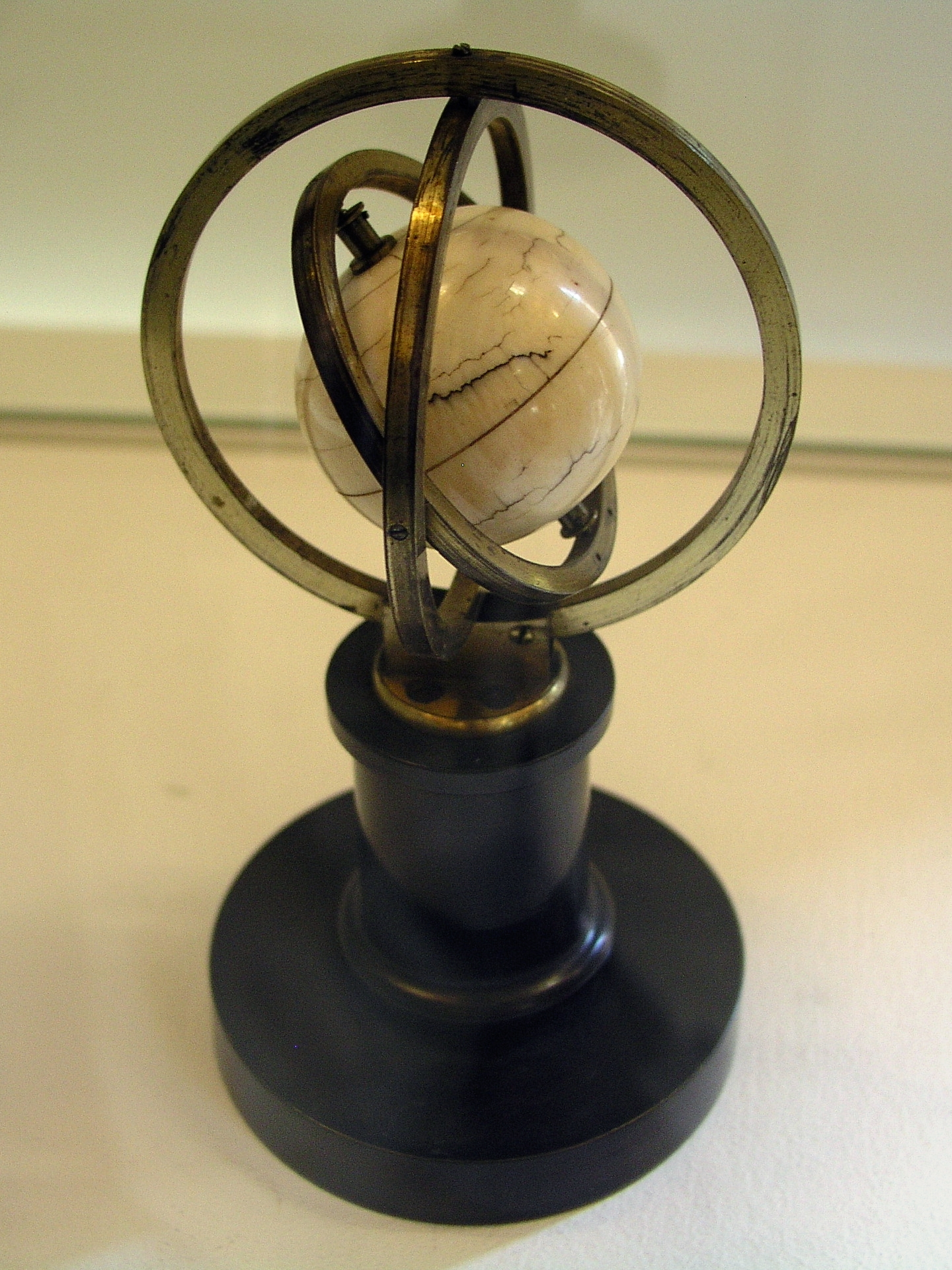
"Máquina de Bohnenberger" (c.1810)

### Cartografía Catastral de Wurtemberg
Johann Gottlieb Friedrich von Bohnenberger participó en la elaboración de la cartografía catastral de Wurtemberg, estudiando los procedimientos de compensación de los errores de medición instrumental mediante su análisis teórico, para lo que mantuvo correspondencia con Carl Friedrich Gauss.
También realizó un estudio del territorio completo del Reino de Wurtemberg con el Observatorio de Tubinga como centro y una línea de medición básica en Ammertal.

### Giroscopio ("Máquina de Bohnenberger")
Léon Foucault inventó el giroscopio en 1852 sobre la base de la máquina de Bohnenberger, primer diseño de un giroscopio basado en un mecanismo cardán ideado y construido por el propio Bohnenberger en 1810. El instrumento original sirve para ilustrar el movimiento de precesión de la Tierra.
| Acerca de la invención del giróscopo: Hoy en día son frecuentes los compases de navegación aérea basados en el giroscopio de Foucault de 1852. Sin embargo, su aplicación práctica hubo de esperar hasta 1907, cuando Hermann Anschütz-Kaempfe logró el diseño y la construcción apropiados. El hecho de que la atribución de la autoría en los campos técnicos a veces presenta problemas, se hace evidente con las disputas sobre la prioridad de la invención del giroscopio entre Anschütz y Elmer Ambrose Sperry en 1914, convertidas en un conflicto de patentes. (Curiosamente, Albert Einstein trabajó como examinador de patentes) |

### Electroscopio

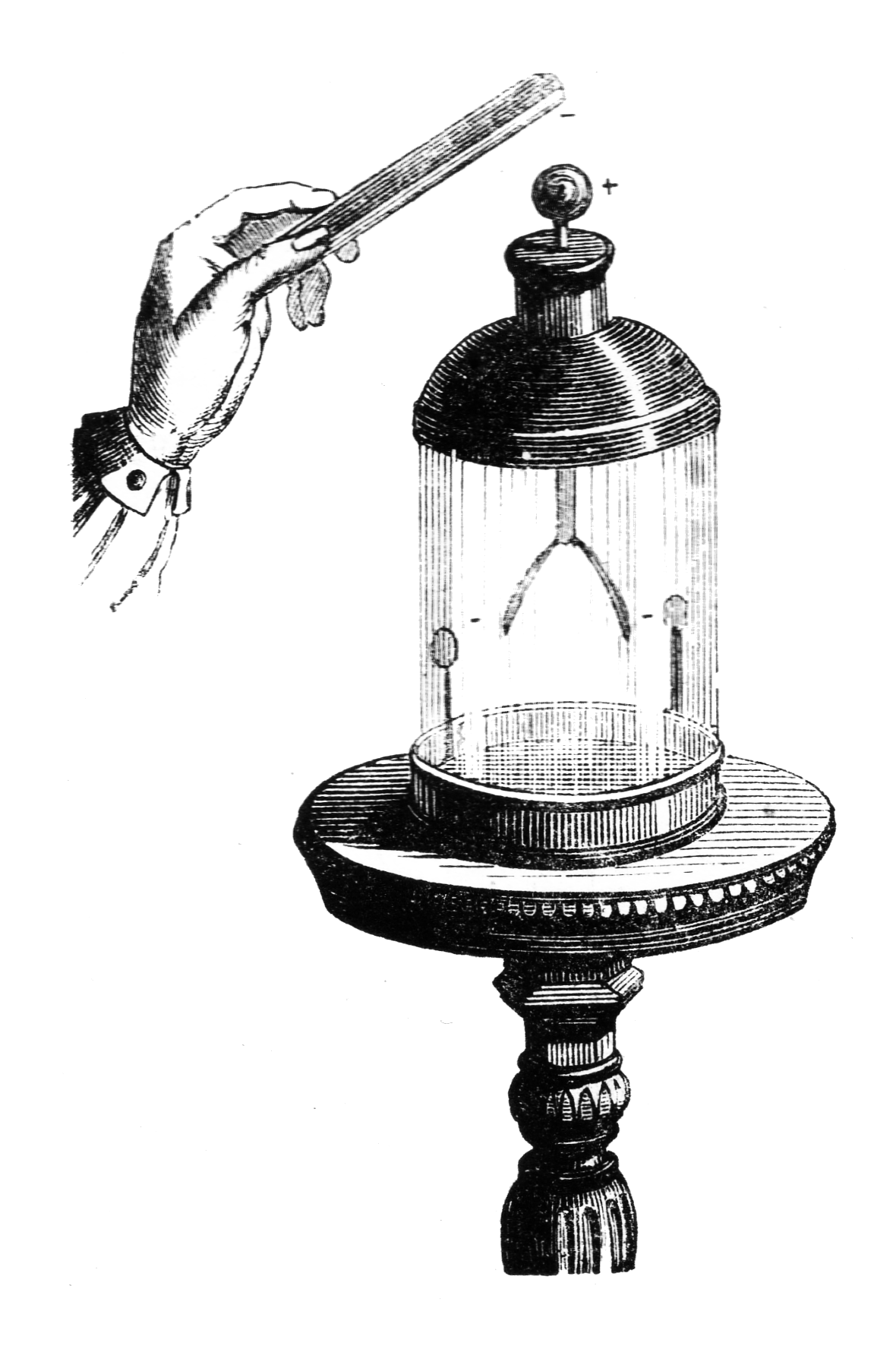
Electroscopio diseñado por Bohnenberger

Otra de sus invenciones fue un electroscopio especial bipolar. En contraste con los modelos precedentes ideados por Alessandro Volta, el electroscopio de Bohnenberger permitía conocer el signo de la carga (negativa o positiva).

## Publicaciones principales
- Anleitung zur geographischen Ortsbestimmung, (1795)
- Astronomie, (1811)
- Anfangsgründe der höhern Analysis, (1812).

## Reconocimientos
- El cráter lunar Bohnenberger lleva este nombre en su honor.[3]